# Artondale
Artondale je obec v okrese Pierce v americkém státě Washington. Nachází se na Kitsapově poloostrově a žije zde 12 653 obyvatel. Podle důchodu na hlavu se jedná o 82. nejbohatší obec ve státě Washington.
Obec má rozlohu 26,8 km², z čehož 2,5 % tvoří voda. Z 12 653 obyvatel, kteří zde žili roku 2010, tvořili 91 % běloši, 2 % Asiaté a necelé 1 % původní obyvatelé. 5 % obyvatelstva bylo Hispánského původu.